# أوفوسو أبياه
أوفوسو أبياه (بالإنجليزية: Ofosu Appiah) هو لاعب كرة قدم غاني في مركز الدفاع، ولد في 31 مارس 1983 في أكرا في غانا. شارك مع منتخب غانا لكرة القدم. أما مع النوادي، فقد لعب مع أشانتي غولد وأشانتي كوتوكو ونادي انفونت تالين ونادي جومو كوزموز ونادي سكونتو ونادي ميدياما.

## وصلات خارجية
- أوفوسو أبياه على موقع قاعدة بيانات كرة القدم.إي يو (الإنجليزية)
- أوفوسو أبياه على موقع ناشيونال فوتبول تيمز (الإنجليزية)
- أوفوسو أبياه على موقع Soccerway.com (الإنجليزية)
- أوفوسو أبياه على موقع عالم كرة القدم.نت (الإنجليزية)